# Travní lyžování

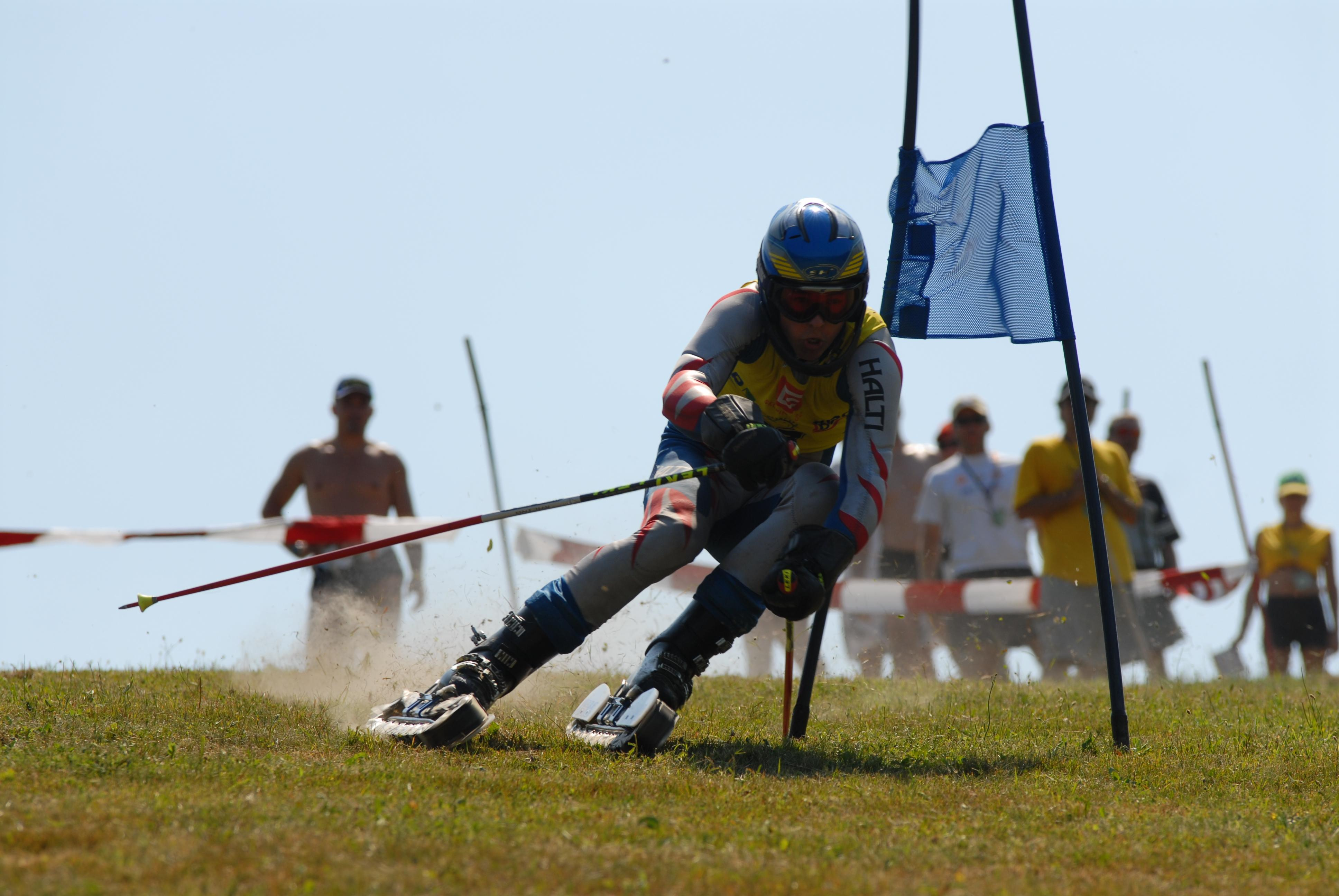
Foto ze závodů

Travní lyžování je ve světě známé pod slovem grasski a především v zemích vycházejícího slunce[ujasnit] se jedná o hojně rozšířený sport, kterému se věnují nejen závodníci, ale také rekreační lyžaři, kteří si tak krátí čas před příchodem další zimy. Pro závodníky je důležitá informace, že stejně jako alpské lyžování i to travní patří pod křídla Mezinárodní lyžařské federace FIS. A stejně jako v zimě se i v létě jezdí závody Světového poháru.
Lyžování na trávě není vlastně žádná velká věda. Stačí mít jen speciální lyže, které jsou mnohem kratší, maximálně metrové, velmi se podobají tankovému pásu, dále klasické přeskáče a hůlky. Ty by měly být delší, protože lyže jsou dvakrát vyšší než ty zimní.

## Vývoj lyžování na trávě

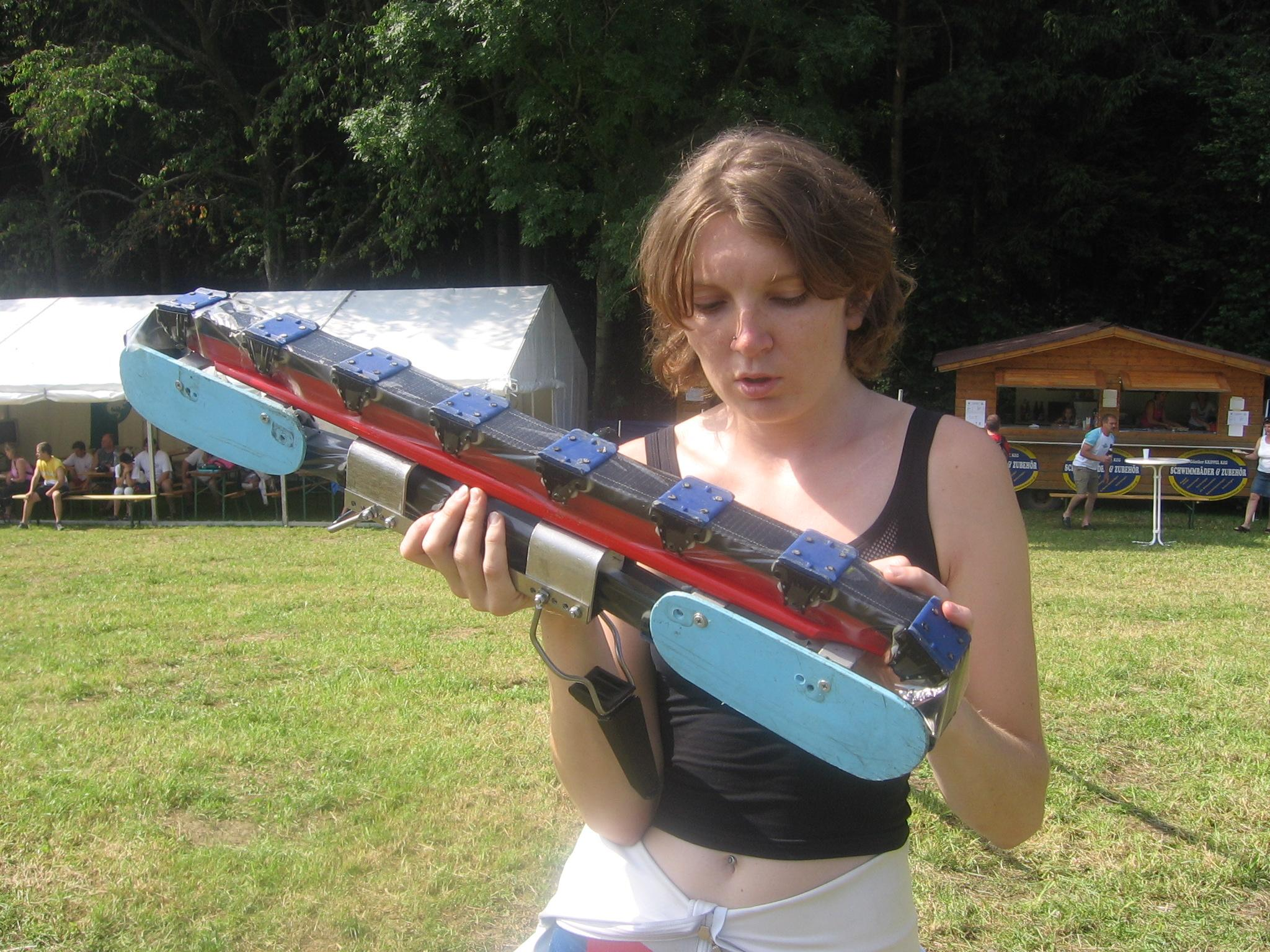
Dnešní podoba travní lyže v rukou několikanásobné mistryně světa Zuzany Gardavské

Lyže pro jízdu na trávě vyrobil poprvé Josef Kaiser (SRN) v roce 1963. Mistrovství světa se jelo poprvé v roce 1979 (v obřím slalomu, ve slalomu a v kombinaci). Toto sportovní odvětví patří mezi nejmladší sport u nás i v zahraničí. Jeho historie sahá do poloviny 70. let, kdy Drukov Brno vyrobil první pásové lyže na trávu, které byly veřejnosti představeny na Interski ve Vysokých Tatrách. K počátečnímu velkému rozvoji došlo u Piešťan, kde při závodech o Pohár SNP na umělé hmotě byly předvedeny veřejné ukázkové jízdy na travních lyžích. Tím chtěli organizátoři demonstrovat náhradu letní přípravy sjezdařů na umělé hmotě efektivnějším lyžováním na trávě. První oficiální závody v lyžování na trávě se uskutečnily v roce 1980 v Piešťanech. Po těchto průkopnických krůčcích se lyžování na trávě začalo rozvíjet i v jiných lyžařských střediscích, v Kálnici u Nového Mesta nad Váhom a v Předklášteří u Tišnova. Právě Kálnica se v dalších letech postarala svými organizačními schopnostmi o vstup našich travních lyžařů na mezinárodní scénu. V roce 1986 byly v Kálnici uspořádány první mezinárodní závody FIS na území Československa. I tato organizačně i společensky velmi dobře připravená akce, byla důvodem k tomu, že se po deseti letech tvorby nové sportovní disciplíny její zakladatelé mohli radovat.
Lyžování na trávě bylo přijato Ústředním výborem ČSTV v Praze do systému Československé tělesné výchovy. Lyžování na trávě zaznamenalo v té době svůj rozvoj i v českých zemích, především v Brně, Tišnově, Předklášteří, Ostravě, Vrchlabí a oblasti Beskyd. První oficiální mistrovství ČSSR bylo v roce 1986 uspořádáno v Předklášteří u Tišnova. Dalšímu masovému rozvoji lyžování na trávě však bránil nedostatek speciálních lyží. V roce 1988 se objevili hned dva výrobci sportovní výzbroje pro lyžaře na trávě. Byl to Koh-i-noor Bílovec, již tradiční výrobce lyžařské výzbroje pod ochrannou značkou Massage. Druhým výrobcem bylo JZD v Plumlově.

## Přehled disciplín
Závody v lyžování na trávě jsou podle reglementu Mezinárodní lyžařské federace FIS vypisovány ve třech základních disciplínách. Základními disciplínami jsou slalom, obří slalom a superobří slalom. Při mistrovstvích zemí, kontinentů či světa bývají ještě doplněny o kombinaci, která je vyhodnocena součtem časů ze slalomu a superobřího slalomu. Ve Světovém poháru se také objevují netradiční disciplíny jako jsou paralelní slalomy jednotlivců či štafet, sprintslalomy nebo carvingový závod kolem bójek.
Nejvyšší celoroční soutěží travních lyžařů je již od roku 1999 Světový pohár, který se v průběhu celé sezóny boduje a po skončení celé soutěže ve finále dochází k vyhodnocení nejlepších jednotlivců a národních družstev sečtením bodů ve všech disciplínách. Vyvrcholením každé liché sezóny je Mistrovství světa. Mimo to je každý rok pořádáno mistrovství světa juniorů. Celoroční soutěží u nás je seriál závodů českého poháru, plus mistrovství ČR.
Dále jsou vypisovány v jednotlivých střediscích veřejné závody. Podle reglementu FIS je pro všechny disciplíny lyžování na trávě povinná uzavřená ochranná přilba a chrániče zad. Způsob razantní jízdy s často používaným zrychlujícím odšlapem či přestoupením je značně podobný technice zimního sjezdového závodního lyžování, proto i tyče používané pro vytyčování závodních tratí jsou shodné. Kloubové tyče pro lyžování na trávě mají snad jen nepatrnou odchylku v menší délce té části tyče, která je upevněna v zemi.

## Výbava

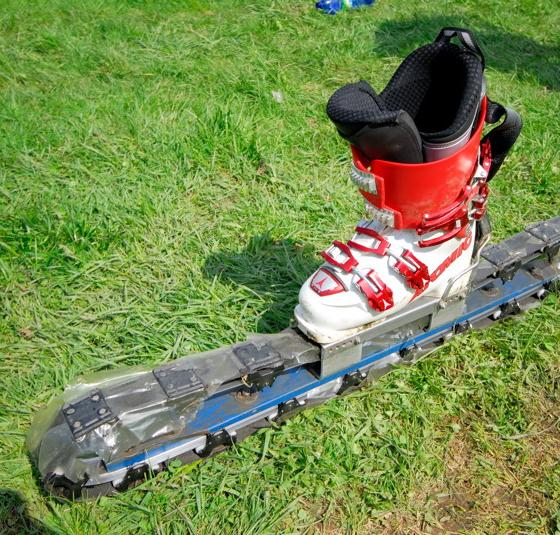
Lyže na travní lyžování

### Situace na trhu
Ve světě existují čtyři výrobci travních lyží – dva rakouští (Balek a Spinka), jeden japonský (Esam) a jeden český (Grasski.net). 
Na konci 20. století byly na trhu ještě jedny lyže. Jednalo se o lyže českého výrobce – Šojata. Ve své době to byly poměrně rychlé lyže, ale okolo '97 již přestávaly stačit na konkurenci.
Používají se různé délky travních lyží v rozsahu od 60 do 100 cm. Pro žáky a mladší juniory se používají lyže do délky 80 cm. Ženy pak volí délku v závislosti na disciplíně, na slalom 80 cm, na obří slalom 85 cm a super obří slalom 90 cm. U mužů je to podobně, slalom 85 cm, obří slalom a super obří slalom pak 90 nebo 95 cm.

### Popis lyží
Lyže jsou koncipovány na principu housenkového pásu. Základem je dřevěný nosník, spojený s ocelovou nitridovanou lištou, po které se pohybují plastové vozíky. Každý vozík má podle typu 4 až 6 malých koleček, pomoci nichž jede po liště. Vozíky jsou spojeny textilním pásem a svrchu pevně přiklapnuty plastovými „žabkami“. Vázání je stejné jako na snowboardu.

### Popis vybavení
K lyžování je potřeba lyžařská obuv – „lyžáky“. Jelikož v létě bývá docela teplo, jsou vhodné boty s vyšším indexem flexe. Dále jsou potřeba lyžařské hole. Lze používat hole zimní, ale travní lyže jsou o cca 5 cm vyšší, takže je lepší mít i hole o 5 cm delší. Výstroj a výzbroj je nutné doplnit o vhodné oblečení a chrániče. Oblečení má mít dlouhé rukávy a nohavice. Nezbytné jsou chrániče kolen, loktů, ochranný krunýř zad a helma. Lze použít chrániče na kolečkové brusle.

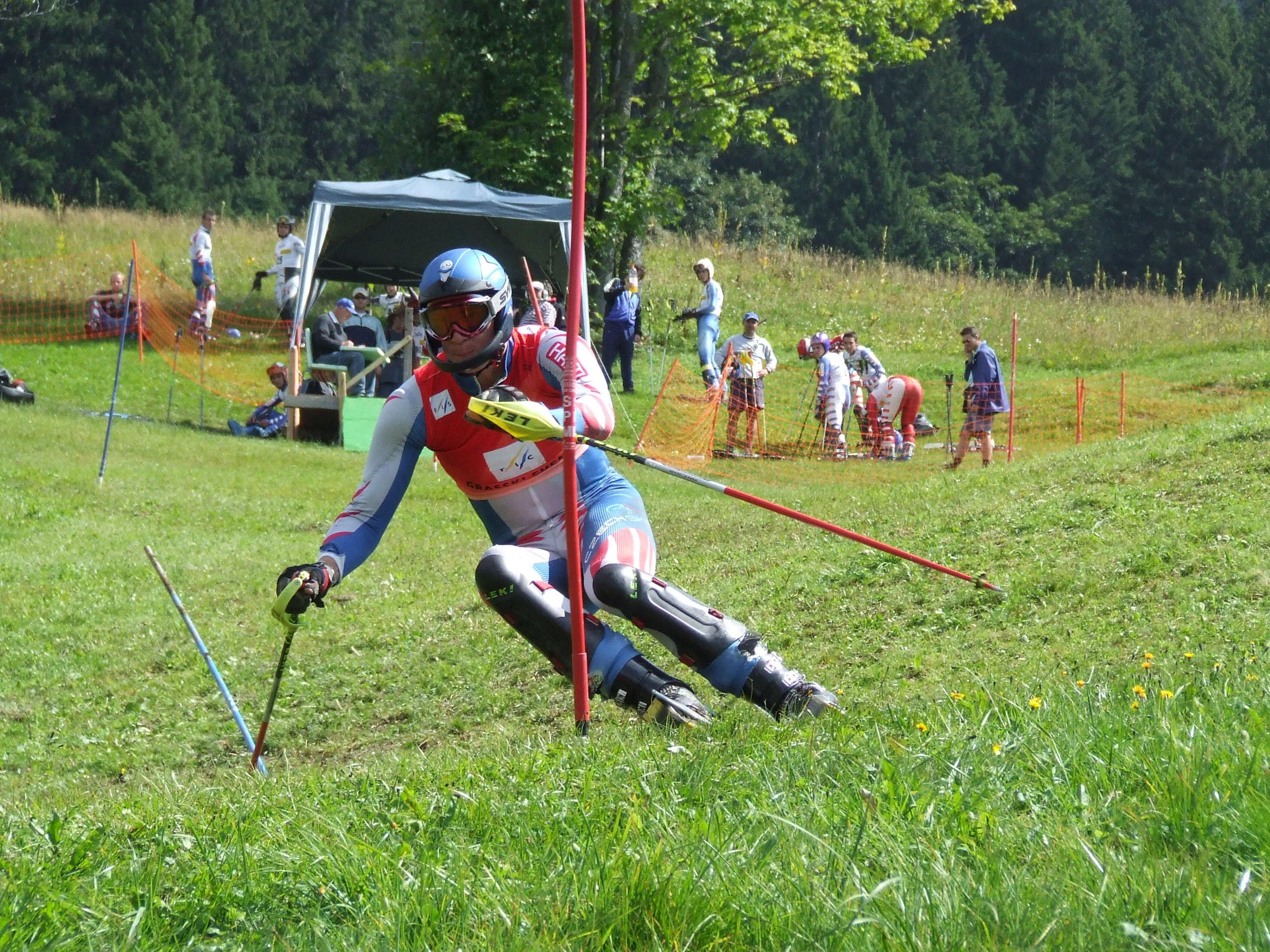
Jízda ve slalomu v létě

## Technika jízdy
Technika lyžování na trávě neprošla tak dramatickým vývojem jako lyžování na sněhu. Naopak lyžování na sněhu se díky svému vývoji travnímu lyžování stále více přibližuje. Podobná technika je patrná na fotografiích. Zimní pochází z tréninku rakouské reprezentace v zimě, travní z mezinárodních FIS závodů.

## České travní lyžování
Travní lyžování je mladé sportovní odvětví, které v posledních letech velmi úspěšně reprezentovalo Českou republiku. Čeští reprezentanti vybojovali od roku 1991 již 4 zlaté, 7 stříbrných a 6 bronzových medailí na Mistrovství světa, neméně úspěšní byli i junioři, kteří na svých MS získali 21 zlatých, 15 stříbrných a 10 bronzových medailí.

## Nejčastější otázky
Proč se lyžuje na trávě?
Pro ty, co lyžují v zimě, může být travní lyžování ideální průpravou na zimu, jelikož během léta si mohou pilovat carvingovou techniku. Především závodníci mohou využít možnosti lyžovat na trávě, jelikož tak mohou trénovat i přes léto, najezdit mnoho bran a nemusí se přesouvat na ledovce.
Kde se lyžuje na trávě?
V podstatě se dá lyžovat na jakémkoliv travnatém svahu. Měly z něj být odstraněny kameny a další věci, které by mohly být pro lyžaře nebezpečné. Pro závodní účely musí být sjezdovka homologována FIS komisí.
Kdy se lyžuje na trávě?
Na trávě se lyžuje podle počasí. Tedy od jara až do podzimu. Sníh taje v každém středisku rozdílně, někde se proto může lyžovat už od poloviny dubna, jinde až od května.